# Aponogetonaceae
Aponogetonaceae је назив са фамилију монокотиледоних скривеносеменица из реда (Alismatales). Статус фамилије признат је у већини класификационих система, али позиција (припадност реду) варира.
Фамилија обухвата један род, Aponogeton са 43 врсте распрострањене у субсахарској Африци, југоисточној Азији и Аустралији. Мадагаскарски водени клас (Aponogeton madagascariensis) је врста која је омиљена међу акваристима широм света.